# 中國工商銀行（土耳其）
中國工商銀行（土耳其）股份有限公司 （土耳其語：ICBC Turkey Bank A.Ş.），简称工銀土耳其，是土耳其的一家银行，前身為Tekstilbank（意为“纺织银行”），現为工商银行集团成员。工銀土耳其在土耳其有43家分行。总部位于伊斯坦布尔，分行覆盖土耳其主要城市，其中伊斯坦布尔网点最多，并下属证券公司和投资公司。

## 歷史
1986年，Tekstilbank由 Rüştü Akın 的纺织公司—— Akın Group of Companies 在伊斯坦布尔成立。
1990年，在伊斯坦布尔证券交易所上市。
1992年，GSD Dış Ticaret A.Ş. 收購 Tekstilbank 30% 的股份成为第二大股东，并在2002年增持至75%，成为大股东。
2015年5月22日，中国工商银行完成了土耳其Tekstilbank75.5%股权的交割程序，并于2015年11月5日完成更名法律程序，将法定名称变更为中国工商银行（土耳其），成为首家在土耳其及周边区域设立营业性机构的中资金融机构。目前，中国工商银行已持有工银土耳其92.8%的股份，其余7.2%股权为流通股。

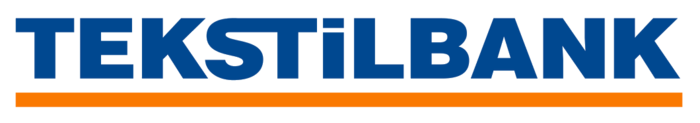
前Tekstilbank 标志

2020年7月28日，工银土耳其开始提供微信支付清算业务，首先在伊斯坦布尔机场展开。自此，微信支付进入土耳其市场。